# Алцек
А́лцек (болг. Алцек) — село в Добрицькій області Болгарії. Входить до складу общини Добричка.

## Населення
За даними перепису населення 2011 року у селі проживали 328 осіб.
Національний склад населення села:
| Національність   | Кількість осіб | Відсоток |
| ---------------- | -------------- | -------- |
| цигани           | 241            | 73,7%    |
| болгари          | 47             | 14,4%    |
| турки            | 36             | 11,0%    |
| інша             | 0              | 0%       |
| не визначились   | 3              | 0,9%     |
| Всього відповіли | 327            |          |

Розподіл населення за віком у 2011 році:
Динаміка населення: